# Новоалександровка (Беловодский район)
Новоалекса́ндровка (укр. Новоолександрівка) — село, относится к Беловодскому району Луганской области Украины.
Население по переписи 2001 года составляло 1128 человек. Почтовый индекс — 92823. Телефонный код — 6466. Занимает площадь 4,05 км². Код КОАТУУ — 4420688801.
На территории села находится Новоалександровский конный завод №64.

## Местный совет
92823, Луганська обл., Біловодський р-н, с. Новоолександрівка, вул. Чаговця, 1  (укр.)